# Meiendorfer SV
Der Meiendorfer SV ist ein Sportverein aus Hamburg. Er stammt aus dem Ortsteil Meiendorf, der zum Stadtteil Rahlstedt im Bezirk Wandsbek zählt. Neben Fußball bietet der Verein auch Badminton, Ballett, Basketball, Fitness, Gesundheitssport, Handball, Hapkido, Judo, Karate, Turnen, Gymnastik, Leichtathletik, Qigong, Hip-Hop, Tanzsport, Tischtennis, Volleyball und Yoga an. Die Fußballer tragen ihre Spiele in der Meiendorfer Flens-Arena (früher Stadion Meiendorf) aus.

## Geschichte
Der Verein wurde 1949 als Fußballverein gegründet. Interessant war dabei die Wahl der Spieltracht. Diese war komplett schwarz mit einem gelben Wappen. Auf Grund der Verwechslungsgefahr mit dem Schiedsrichtern, die zur damaligen Zeit nur in schwarz auftraten, wurde diese Farbgebung vom Verband verboten. Zu den Farben soll es gekommen sein, weil die Meiendorfer als „swatte Meiendörper“ von den anderen Hamburgern bezeichnet wurden. Ob dieses an den Wahlergebnissen im traditionellen roten Hamburg lag, ist nicht überliefert. Man einigte sich dann auf eine gelbe Tracht mit schwarzen Wappen. In den 60er Jahren war der spätere Deutsche Meistertrainer (1. FC Köln) Georg Knöpfle beim Meiendorfer SV. Anfang der 70er kehrte er nochmals in den Trainerjob beim MSV zurück.
Die ersten Jahrzehnte spielte der Meiendorfer SV in unteren Spielklassen. Erst 1983 gelang erstmals der Aufstieg in die Verbandsliga, die höchste Hamburger Spielklasse. 1995 wurde sogar der Aufstieg in die Oberliga Hamburg/Schleswig-Holstein erreicht, die Klasse konnte jedoch nicht gehalten werden und 1999 ging es sogar in die Landesliga zurück. Nach dem Wiederaufstieg in die Verbandsliga 2001 schafften die Meiendorfer den direkten Durchmarsch in die Oberliga. Dort wurde man als Aufsteiger gleich Sechster. Ein Jahr später sprang sogar Platz vier heraus. Man qualifizierte sich damit für die neue eingleisige Oberliga. Aber in der Saison 2005/06 konnte lediglich der 17. Rang erreicht werden, so dass der Abstieg in die Hamburg-Liga folgte. In den folgenden drei Spielzeiten wurde man jeweils Vizemeister hinter dem Serienmeister SC Victoria Hamburg. Von 2009 bis 2015 hielt man sich im grauen Mittelmaß der Oberliga Hamburg, ehe in der Saison 2015/2016 der Abstieg als Tabellensechzehnter in die Landesliga folgte.
Es erfolgte ein kompletter Umbruch und mit einer runderneuten Mannschaften belegte man in der ersten Saison nach dem Abstieg einen fünften Rang. 2018 gelang der Wiederaufstieg in die Oberliga. In der Oberliga spielte der Verein nach dem Aufstieg durchgängig gegen den Abstieg. In der Saison 2018/19 konnte mit 36 Punkten und dem 14. Platz die Klasse gehalten werden. In der Folgesaison stieg der Verein sportlich wieder aus der Oberliga ab, profitierte aber davon, dass die Saison aufgrund der Corona-Pandemie vorzeitig beendet wurde und Abstiege ausgesetzt wurden. In der Saison 2020/21 wurde die Saison nach nur sechs Spieltag erneut unter- und dann abgebrochen. Zu diesem Zeitpunkt stand der Verein auf dem vorletzten Tabellenplatz und wäre ebenfalls abgestiegen.
In der Saison 2021/22, in der die Oberliga Hamburg in zwei Staffeln gespielt wurde, belegte der Meiendorfer SV den letzten Platz und landete in der Abstiegsrunde. In dieser landete der Verein am Ende ebenfalls auf dem letzten Platz und stieg damit aus der Oberliga ab. In der Saison 2022/23 spielte der Verein in der Landesliga Hansa und stieg erneut ab. In der Folgesaison konnte der Negativtrend gestoppt und werden und der Meiendorfer SV belegte in der Bezirksliga Nord den 2. Platz.

## Höhepunkte
- 1988: Aufstiegsspiel zur damaligen 3. Liga gegen den jetzigen Regionalligisten VfB Lübeck vor 3000 Zuschauern. Ebenfalls gewann der Verein den Hamburger Toto-Pokal und war damit für die 1. Runde des DFB-Pokals qualifiziert, unterlag hier allerdings gegen OT Bremen mit 0:1.
- 2004: Spiel vor ausverkauftem Haus gegen den FC St. Pauli im Rahmen des Oddset-Pokals. Im selben Jahr wurde der Verein Hamburger Hallenmeister und qualifizierte sich damit für den „Salzbrenner-Cup“, ein international besetztes Hallenturnier.
- Saison 2006/07 Hamburg-Liga Vizemeister
- Saison 2007/08 Oberliga Hamburg Vizemeister
- Saison 2008/09 Oberliga Hamburg Vizemeister
- Hamburger Hallenmeister 2010 und Teilnahme am Schweinske Cup